# Wojciech Sadurski
Wojciech Sadurski, né le 5 juin 1950 à Varsovie, est un juriste, politiste et philosophe du droit polonais. Professeur à l'université de Varsovie, il a également été professeur à l'Institut universitaire européen de Florence, aux universités de Sydney et de Melbourne. Il est également chroniqueur et commentateur politique pour plusieurs médias en Pologne et dans des pays anglo-saxons.

## Biographie

### Formation et diplômes universitaires
En 1972, il obtient une maîtrise en droit à l'Université de Varsovie. Il participe ensuite au séminaire doctoral du professeur Stanisław Ehrlich (pl) . En 1974, il obtient un diplôme au Collège universitaire d'études fédéralistes d'Aoste. En 1975-1976, il poursuit ses études à l'Institut européen des hautes études internationales de Nice. En 1977, il soutient sa thèse de doctorat sur le néolibéralisme (thèse récompensée par le prix de la revue Państwo i Prawo (pl)). En 1992, il obtient son habilitation en science politique à la Faculté de sciences politiques et de journalisme de l'Université de Varsovie. Le 30 juin 2008, il reçoit le titre de professeur de sciences juridiques.

### Carrière académique
Jusqu'en 1981, il est enseignant-chercheur à la Faculté de droit de l'Université de Varsovie. Il réside ensuite à l'étranger : de 1983 à 1985, il enseigne le droit à l'Université de Melbourne puis, de 1985 à 1993, à l'Université de Sydney. Depuis 1994, il est professeur de philosophie du droit à la faculté de droit de cette université et, de 1999 à 2009, professeur de théorie du droit et jurisprudence à l'Institut universitaire européen de Florence dont il dirige de 2003 à 2006 le département de droit européen. Depuis 2009, il est titulaire d'une chaire Challis de jurisprudence (en) à Sydney. Il a également été chargé de cours à l'École de droit de Yale (1983-1984), à la Cornell University School of Law à Ithaca (1995–1996) et à la Faculté de droit de l'Université de Saint-Louis (1998). Il collabore également au Centre européen de l'Université de Varsovie (pl) .
Dans les travaux scientifiques, il traite notamment de théorie et philosophie du droit, de philosophie politique, de théorie de la justice, du libéralisme et du droit constitutionnel.

### Famille
Il est le fils de l'avocat et député Franciszek Sadurski (pl) (1911-2000), combattant de la Seconde Guerre mondiale dans les bataillons paysans, et de l'archéologue et historienne Anna Sadurska (1924-2004).

## Choix de publications
- Neoliberalny system wartości politycznych, Varsovie 1980
- Giving Desert Its Due. Social Justice and Legal Theory, Dordrecht 1985
- Teoria sprawiedliwości. Podstawowe zagadnienia, Varsovie 1988
- Moral Pluralism and Legal Neutrality, Dordrecht 1990
- Racje liberała. Eseje o państwie liberalno-demokratycznym, Varsovie 1992
- Myślenie konstytucyjne, Varsovie 1994
- Freedom of Speech and Its Limits, Varsovie 1999
- Liberałów nikt nie kocha. Eseje i publicystyka 1996-2002, Varsovie 2003
- Rights Before Courts. A Study of Constitutional Courts in Postcommunist States of Central and Eastern Europe, Dordrecht 2005
- Poland's Constitutional Breakdown, Oxford University Press, Oxford 2019  (ISBN 978-0-19-884050-3)[2]